# Physalis cinerascens
Physalis cinerascens ist eine Pflanzenart aus der Gattung der Blasenkirschen (Physalis) in der Familie der Nachtschattengewächse (Solanaceae).

## Beschreibung

### Vegetative Merkmale
Physalis cinerascens ist eine ausdauernde Pflanze, die aus einem kräftigen, tief unter der Erde liegenden Rhizom entspringt. Die Stängel sind 5 bis 50 cm hoch und aufrecht, die unteren Zweige verlaufen meist spreizend entlang des Bodens und sind aufsteigend. Die Sprossachse und die Laubblätter sind spärlich bis dicht mit verzweigten Trichomen besetzt, die 1 mm lang oder kürzer sind.
Die Blattstiele sind etwa 1/5 so lang wie die Blattspreite, diese ist kreisförmig, eiförmig oder spatelförmig, 1,5 bis 8 (selten bis 9) cm lang und 1 bis 6 (selten bis 8) cm breit. Nach vorn sind die Blätter spitz oder abgestumpft, der Blattrand ist grob gezähnt, geschwungen, gewellt oder aber ganzrandig. Die Blattbasis ist abgeschnitten bis spitz zulaufend.

### Blüten
Die Blüten stehen an Blütenstielen, die 10 bis 33 mm lang ist. Der Blütenkelch ist 5 bis 9 (selten 3,5 bis 11) mm lang und mit 1,5 bis 4,5 mm langen Zipfeln besetzt. Die Behaarung ist spärlich bis dicht und besteht aus verzweigten Trichomen, die 1 mm lang oder kürzer sind. Die Krone ist (selten nur 7) 9 bis 16 mm lang und im Schlund mit dunkel purpur-schwarzen Flecken deutlich gezeichnet. Die Flecken sind gelegentlich durch die gelbe Hauptader der Kronblätter zweigeteilt. Die Staubbeutel sind 2 bis 5 mm lang und doppelt so breit wie die Staubfäden.

### Früchte
Die Früchte sind orange gefärbte Beeren. Der Stiel verlängert sich an der Frucht auf 15 bis 60 mm. Der Kelch vergrößert sich auf eine Länge von 1,5 bis 3,5 (selten bis 4,5) cm und einen Durchmesser von 1 bis 3,5 cm. Er ist auch zur Fruchtreife grün gefärbt.

## Systematik
Innerhalb der Art werden zwei Varietäten unterschieden:
- Physalis cinerascens Hitchc. var. cinerascens
- Physalis cinerascens var. spathulaefolia (Torr.) Sullivan

## Vorkommen und Standorte
Die Art wächst an gestörten Standorten. Die Nominatform kommt in Oklahoma, Texas, dem östlichen New Mexico, dem südlichen Kansas, dem südwestlichen Missouri, dem westlichen Arkansas, dem westlichen Louisiana, sowie dem östlichen Mexiko bis hinab nach Yucatan vor, sporadisch ist sie auch im Südosten der USA zu finden. Die Varietät spathulaefolia ist im westlichen Louisiana, Texas und dem nördlichen Tamaulipas zu finden.